# Nowy Sącz (gromada)
Nowy Sącz – dawna gromada, czyli najmniejsza jednostka podziału terytorialnego Polskiej Rzeczypospolitej Ludowej w latach 1954–1972.
Gromady, z gromadzkimi radami narodowymi (GRN) jako organami władzy najniższego stopnia na wsi, funkcjonowały od reformy reorganizującej administrację wiejską przeprowadzonej jesienią 1954 do momentu ich zniesienia z dniem 1 stycznia 1973, tym samym wypierając organizację gminną w latach 1954–1972.
Gromadę Nowy Sącz z siedzibą GRN w mieście Nowy Sącz utworzono 1 stycznia 1969 w powiecie nowosądeckim w woj. krakowskim z obszarów zniesionych gromad Piątkowa i Zawada; równocześnie do nowo utworzonej gromady przyłączono miejscowość Falkowa wyłączoną z miasta Nowy Sącz.
W kwietniu 1969 dla gromady ustalono 27 członków gromadzkiej rady narodowej. 1 stycznia 1970 gromada składała się ze wsi: Boguszowa, Chruślice, Falkowa, Jamnica, Januszowa, Naściszowa, Paszyn, Piątkowa i Zawada.
Gromada przetrwała do końca 1972 roku, czyli do kolejnej reformy gminnej.